# A Tour of the Thomas Ince Studio
A Tour of the Thomas Ince Studio è un documentario del 1924 diretto da Hunt Stromberg. Fu una delle ultime produzioni di Thomas H. Ince che morì in circostanze mai chiarite nel novembre dello stesso anno.

## Produzione
Il film fu girato a Culver City, prodotto - sotto la supervisione di Ince - dalla Thomas H. Ince Corporation.

## Distribuzione
Il film uscì nelle sale nel 1924, distribuito dalla Associated First National Pictures. Copia del film, un positivo in 16 mm, viene conservata presso la Film Preservation Associates. La Sunrise Silents distribuì il film in versione digitalizzata nel 2007 su DVD.